# Jelena Gruba
Jelena Gruba (bosnisch Јелена Груба; * um 1345; † nach dem 18. März 1399) war von 1391 bis 1398 Königin von Bosnien. Zuerst bis 1395 als Königsgemahlin, dann als Titularkönigin. Sie war das bisher einzige weibliche Staatsoberhaupt in der Geschichte von Bosnien und Herzegowina. Sie war ein Mitglied der Adelsfamilie Nikolić, die einen Teil von Zahumlje beherrschte. Sie war die Frau, Witwe und gewählte Nachfolgerin von Stjepan Dabiša, einem Mitglied des Hauses Kotromanić.

## Name
Jelenas Vorname ist das Kognat von Helena. Sie hatte auch den Beinamen „Gruba“, was mit „ungehobelt“, „grob“, oder „Die Grobe“ übersetzt werden kann.

## Leben

### Königsgemahlin

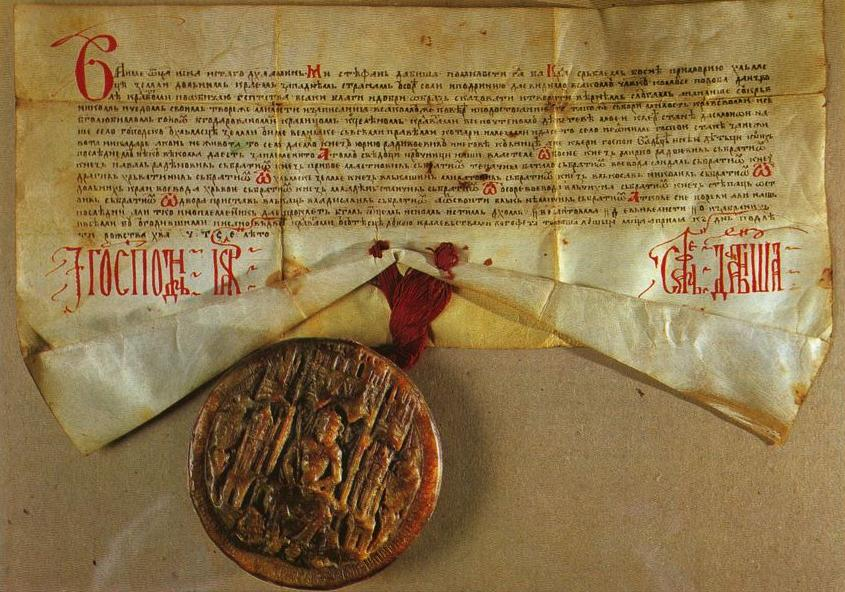
Stjepan Dabišas Urkunde, durch die er seiner und Jelenas Tochter ein Dorf überließ, in der er bestimmte, dass es zu seiner Enkelin und ihren Erben weitergereicht werden soll.

Jelena wurde zuerst als Gemahlin von König Stjepan Dabiša Königin von Bosnien. Er beerbte 1391 seinen Verwandten, König Stjepan Tvrtko von Bosnien.  Dabiša war Katholik, Jelenas Religionszugehörigkeit ist jedoch unklar. Ihr einziges überlebendes Kind war ein Mädchen namens Stana, die in einer Urkunde erwähnt wird, in der Dabiša ihr ein Gebiet in Zachlumia zum Regieren überließ. Diese Urkunde, die am 26. April 1395 veröffentlicht wurde, besagt auch, dass Juraj Radivojević, der Ehemann von Stanas Tochter Vladawa und Schwiegerenkel von König Dabiša und Königin Jelena, das Gebiet vererbt bekommen solle. Vladawa und ihr Ehemann hatten zu der Zeit der Veröffentlichung der Urkunde bereits mindestens zwei Kinder. Da ihre Enkeltochter Vladawa bereits im Gebäralter war, musste Jelena über fünfzig Jahre alt gewesen sein, als sie ihren Ehemann beerbte.

### Titularkönigin
Als  Dabiša im September 1395 starb, wurde Jelena zur Titularkönigin. Ihr Ehemann wählte eigentlich König Sigismund von Ungarn, den Ehemann seiner Cousine, Königin Maria, zu seinem Nachfolger. Maria starb allerdings im selben Jahr noch vor Dabiša. Der bosnische Adel lehnte Sigismund als König ab, da ihn nur sein Status als Ehemann Marias dazu hätte befugen können. Stattdessen setzte der Adel Jelena als Nachfolgerin ihres Ehemannes ein. Daher wurde der bosnische Adel während ihrer Herrschaft mächtiger und unabhängiger von der Krone. Zum Adel gehörten unter anderem Magnaten und Herzöge wie Sandalj Hranić, Hrvoje Vukčić und Pavle Radenović, die alle über ihre eigenen Gebiete unabhängig von der Königin regierten. Das Gebiet der Königin war ein kleines Territorium in Zentralbosnien. Sie verlor die direkte Kontrolle über die Territorien im Banat Usora im Tal des Flusses Save. Während Jelenas Herrschaft wurde der Handel mit der Republik Ragusa ausgebaut.
Sie verbrachte das Ende ihrer Regierungszeit in Westzachlumia, am Hof ihres Schwiegerenkels.

### Königinwitwe
1398 wurde sie durch Stjepan Ostoja, dem Sohn von Tvrtko I. ersetzt. Der Grund dafür ist unklar. Möglicherweise lag es daran, dass ihre Brüder während ihrer Herrschaft zu viel Reichtum und Einfluss auf Kosten anderer Adligen erlangten. Historiker des 19. Jahrhunderts versuchten, sie als Kujava Radinović, die Frau, die Ostoja 1399 heiratete, zu identifizieren. Diese Theorie wurde vom bosnisch-kroatischen Historiker Dominik Mandić widerlegt, der angab, dass es unwahrscheinlich sei, dass ein neu gewählter und kinderloser König eine über 55-jährige Frau heiraten würde, die zudem noch die Mutter seines 1401 geborenen Sohnes gewesen sein soll. Diese Heirat hätte zudem noch eine päpstliche Dispens vorausgesetzt, weil Jelena seine Schwägerin oder Tante war, und die auch nie beantragt wurde.
Zunächst wurde angenommen, dass Jelena Bosnien verließ und ins Exil nach Dubrovnik ging. Später erfuhr man jedoch, dass sie weiterhin am bosnischen Hof als Königinwitwe lebte und ehrenvoll behandelt wurde. Einige der führenden Adligen der Nikolić-Familie, darunter ihre Brüder und Neffen, mussten nach Dubrovnik fliehen, kehrten jedoch 1403 nach Bosnien zurück. Einige Quellen bezeichneten Jelena nach ihrer Entthronung als „die erlauchteste und mächtige Dame Gruba“.
Das letzte Mal wurde sie in einem Dokument vom 18. März 1399 erwähnt.